# Kefersteinia auriculata
Kefersteinia auriculata är en orkidéart som beskrevs av Robert Louis Dressler. Kefersteinia auriculata ingår i släktet Kefersteinia och familjen orkidéer. Inga underarter finns listade i Catalogue of Life.